# 弗伦斯堡政府

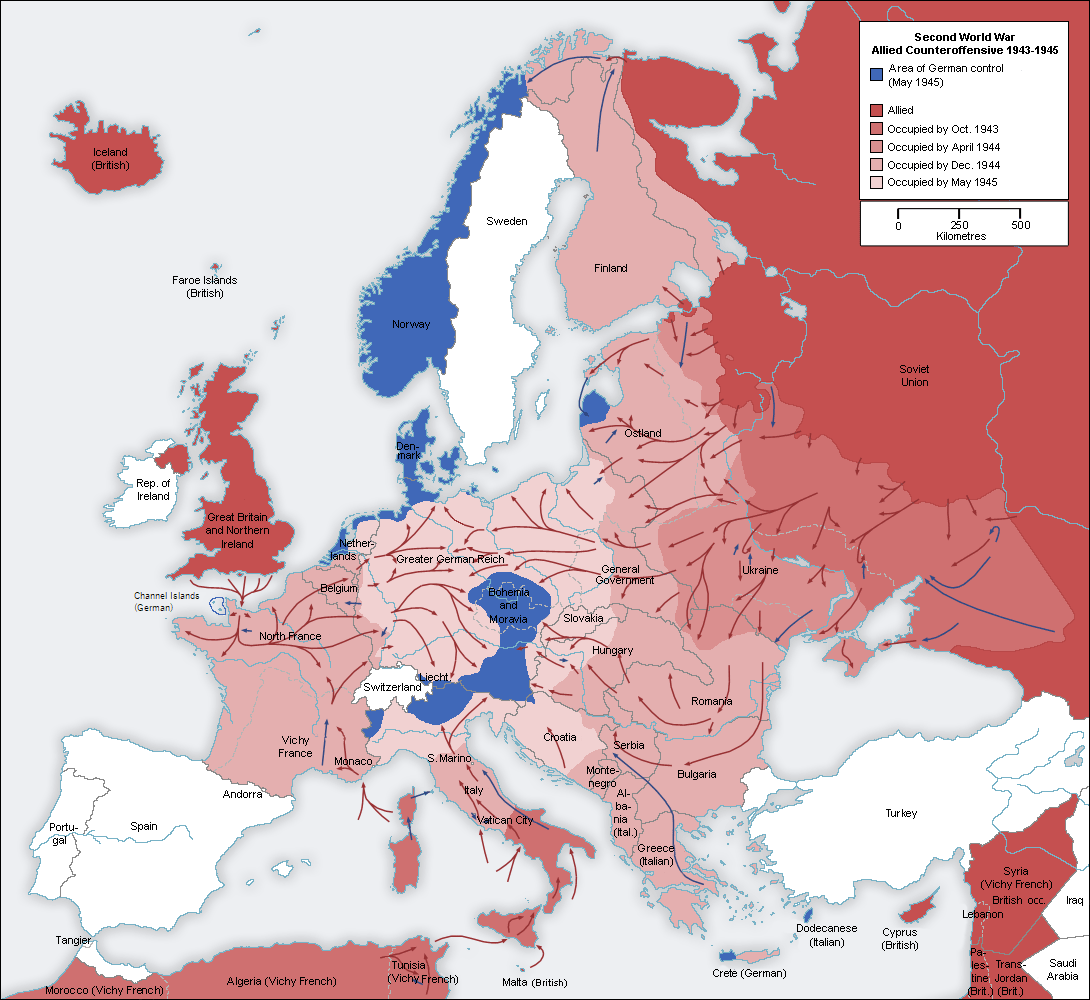
1945年4-5月的德国

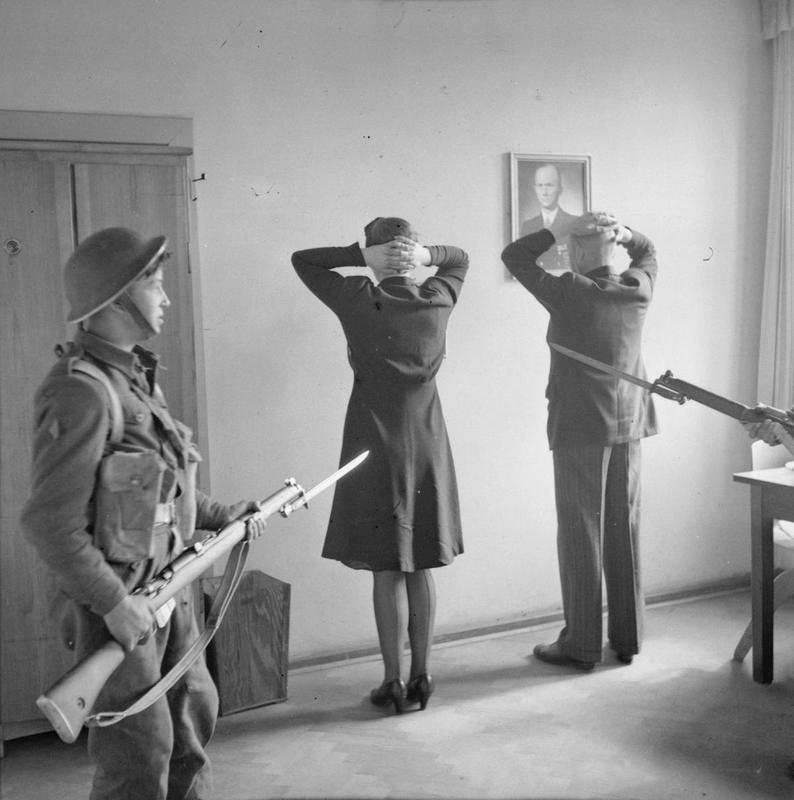
1945年5月英軍逮捕弗伦斯堡政府成员，帝國總統鄧尼茨肖像可見於背景中

弗倫斯堡臨時政府 (德語：Flensburger Regierung），又称弗伦斯堡内阁（Flensburger Kabinett）、邓尼茨政府（Regierung Dönitz）、什未林·冯·科洛希克内阁（Kabinett Schwerin von Krosigk），是1945年5月7日納粹德國宣布在二戰歐洲戰場投降後由帝國總統鄧尼茨成立的臨時政府，取代已在5月1日自殺的帝國總理戈培爾的政府。
大德意志帝國元首希特勒在1945年4月30日自杀前，指定戈培尔和邓尼茨分別继任為帝國總理和帝國總統，但第二天戈培尔也自杀，所以邓尼茨成为继任政府的元首，当时邓尼茨的指挥部正设在弗伦斯堡，所以这个继任政府历史上被称为弗伦斯堡政府。
邓尼茨继任后，由于害怕苏联的报复，力图使德国向英国和美国投降，5月6日，继任政府召开第一次会议，邓尼茨下令國防軍最高統帥部參謀長阿爾弗雷德·約德爾大將在兰斯向同盟国的代表签署了无条件投降书，5月7日指使國防軍最高統帥部部長威廉·凱特爾元帥在柏林向苏联签署了第二份投降书。
英國首相丘吉尔在宣告战争胜利时，事实上承认了弗伦斯堡政府和邓尼茨的總統地位，但苏联明确反对，称其为“邓尼茨帮”，5月23日，英国代表抵达弗伦斯堡宣布艾森豪威尔的命令，解散弗伦斯堡政府并逮捕其成员，德国出现权力真空，直到6月5日，同盟国签署《鉴于德国失败和同盟国接管最高政府权力的声明》，德国政府权力由美国、苏联、英国政府和法国臨時政府地方政府共同接管。